# Memorare

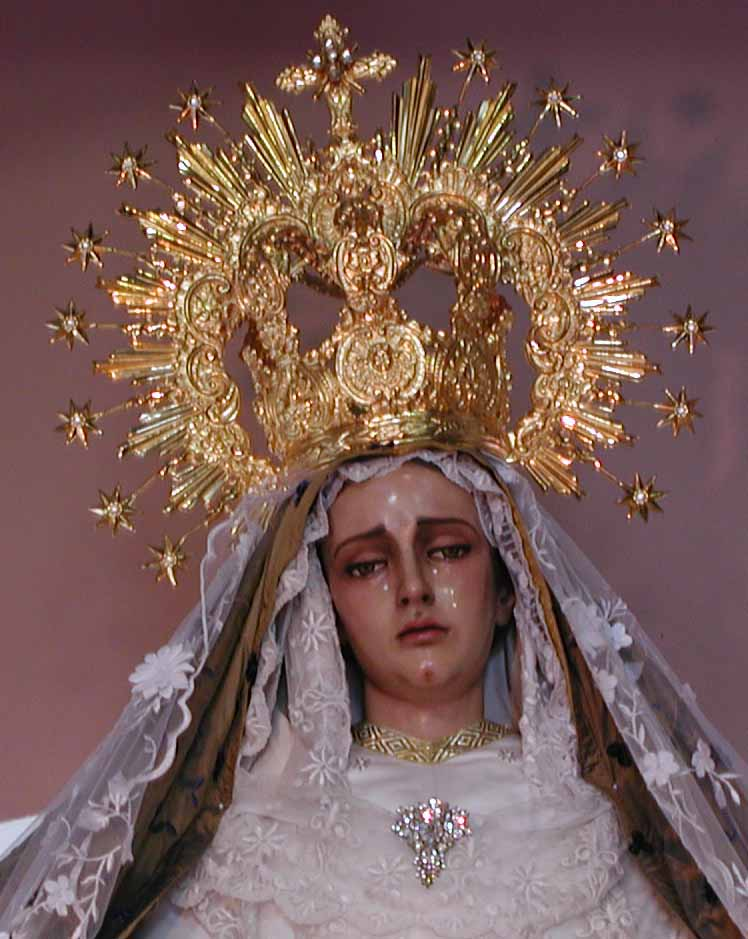
Onze-Lieve-Vrouwe van Warfhuizen

Memorare is het beginwoord van een, binnen de Rooms-Katholieke Kerk vrij bekend, gebed, waarvan de tekst vaak ten onrechte wordt toegeschreven aan de Heilige Bernardus van Clairvaux. In werkelijkheid is het gebed geschreven door een andere Bernard en wel door de Franse kloosterling Claude Bernard, die leefde in de zeventiende eeuw. Hij schreef het gebed in het Latijn.

## Tekst

### Latijnse tekst
Memorare, O piissima Virgo Maria,

a saeculo non esse auditum, quemquam ad tua currentem praesidia,

tua implorantem auxilia, tua petentem suffragia,

esse derelictum.

Ego tali animatus confidentia,

ad te, Virgo Virginum, Mater, curro,

ad te venio, coram te gemens peccator assisto.

Noli, Mater Verbi,

verba mea despicere;

sed audi propitia et exaudi.

Amen.

### Nederlandse tekst
Gedenk, o allermildste Maagd Maria,

dat het nog nooit gehoord is,

dat iemand, die tot U zijn toevlucht nam,

die om Uw hulp kwam smeken

en om Uw bijstand vroeg,

door U in de steek werd gelaten.

Gesterkt door dat vertrouwen kom ik tot U,

o Maagd der Maagden

en kniel hier voor U in mijn armzaligheid en zonde.

O Moeder van het Woord, versmaad mijn woorden niet,

maar luister genadig en wil mij verhoren.

Amen